# East India (DLR)

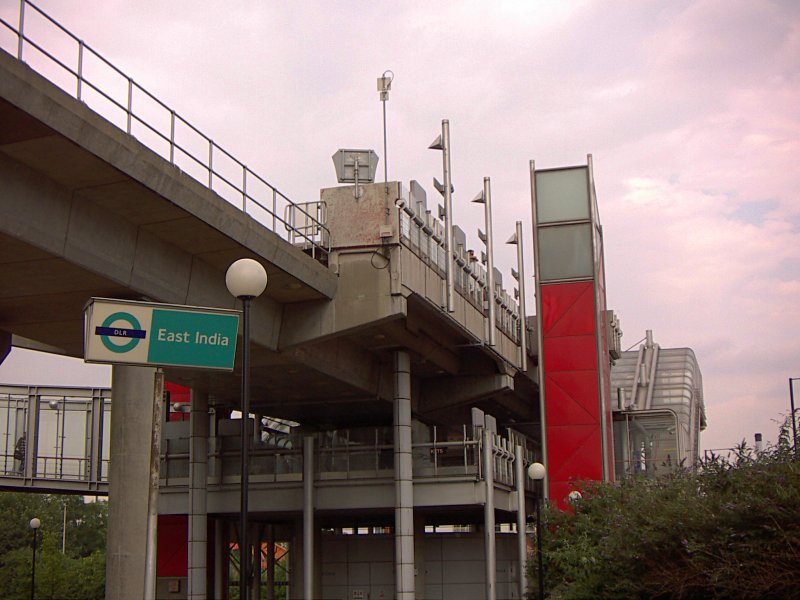
Station East India

East India ist eine Station der Docklands Light Railway (DLR) im Londoner Stadtbezirk London Borough of Tower Hamlets. Sie liegt an der Grenze der Travelcard-Tarifzonen 2 und 3, am Aspen Way im Stadtteil Blackwall. Der Name stammt von den ehemaligen East India Docks, wo einst die Handelsschiffe vom und zum indischen Subkontinent vor Anker lagen.
Die Station wurde am 28. März 1994 eröffnet, zusammen mit der Zweigstrecke in Richtung Beckton. Sie hätte ursprünglich Brunswick heißen sollen, nach dem nahe gelegenen Brunswick Dock. Das Wort wird heute in den Depots auf dem Zugzielanzeiger verwendet, um anzuzeigen, dass ein Wagen gereinigt worden ist. Diese Anzeige erschien auch im Februar 2001 in einer Folge der ITV-Krimiserie The Bill als fiktive Endstation.
Während der Hochblüte der Docklands befand sich ein wenig südöstlich der heutigen Station East India der Bahnhof Blackwall der London and Blackwall Railway. Dieser wurde am 6. Juli 1840 eröffnet und war bis zum 4. Mai 1926 in Betrieb. Vom Bahnhof ist nichts erhalten geblieben.